# Kosačka rijeka
Kosačka rijeka  je rijeka u Bosni i Hercegovini.
Izvire na području Majevice. Lijeva je pritoka Soline u koju se ulijeva između Crnog Blata i Brđana kod Tuzle. Nije plovna. Izvire kod Tetime, teče južno kroz Kosce po kojima se zove i u Koscima skreće ka zapadu, teče sjeverno od Svojtine i ulijeva se u Solinu između Crnog Blata i Brđana.